# Биктимирова, Алевтина Вениаминовна
Алевтина Вениаминовна Биктимирова (род. 10 сентября 1982 года в д. Байбахтино Комсомольского р-на Чувашии СССР) — российская легкоатлетка, бегунья, специализируется в марафоне. Мастер спорта России международного класса.
Победительница Франкфуртского марафона с рекордом трассы 2.25,12 в 2005 году, Гонолульского марафона 2007 и Токийского марафона 2010.

## Биография
Завершила карьеру в 2013 году.

## Результаты

### Марафон
- 2004:  Оттавский марафон — 2:32.15
- 2004: 4 место Миннеаполисский марафон — 2:34.46
- 2004:  Далласский марафон — 2:42.08
- 2005:  Туринский марафон — 2:31.40
- 2005:  Франкфуртский марафон — 2:25.12
- 2006: 6 место Бостонский марафон — 2:26.58
- 2006: 6 место Чемпионат Европы — 2:31.23
- 2006:  Гонолульский марафон — 2:29.42
- 2007:  Роттердамский марафон — 2:31.02
- 2007:  Торонтский марафон — 2:34:53
- 2007:  Гонолульский марафон — 2:33:06
- 2008:  Бостонский марафон — 2:25.27
- 2008:  Чикагский марафон — 2:29.32
- 2008: 5e Гонолульский марафон — 2:45.06
- 2009: 4e Токийский марафон — 2:29.33
- 2009: 8e Чемпионат Европы — 2:27.39
- 2010:  Токийский марафон — 2:34.39[2]
- 2012: 6e Берлинский марафон — 2:28.45
- 2013: 8e Лондонский марафон — 2:30.02
- 2013: 26e Чемпионат Мира — 2:45.11[3]